# Азербайджанци в Турция
Азербайджанците (на азербайджански: Türkiyə azərbaycanlıları) са етническа група в Турция. Според оценки на Joshua Project техния брой е около 584 000 души, като 99 % от тях са мюсюлмани.

## Личности
- Джем Караджа (1945 – 2004), по баща азербайджанец[2] а по майка арменец, виден турски рок музикант, една от най-значимите фигури в анадолското рок движение